# Otto Soyka
Otto Soyka (né le 9 mai 1882 à Vienne, mort le 2 décembre 1955 dans la même ville) est un écrivain autrichien.

## Biographie
Il est le fils de l'avocat Heinrich Soyka et de son épouse Marie Porges. Après la mort de son père en 1888, il vit en internat. Après le remariage de sa mère, Albert et Carl Ehrenstein font partie de son entourage. À l'université technique de Vienne, il étudie l'ingénierie et participe à la Première Guerre mondiale en tant qu'officier de réserve. Le 16 février 1915, il épouse l'actrice Dora Angel, la sœur d'Ernst Angel (en) ; ils divorcent deux ans et demi plus tard. Auparavant, ils ont une fille, Hedwig, née hors mariage, le 21 août 1914. Soyka est soutenu par Karl Kraus et collabore à Die Fackel. Il écrit aussi pour Der Sturm et Simplicissimus. Il écrit surtout des romans et des nouvelles. Dans son œuvre, il mélange les bases du roman policier avec des éléments de psychologie et de fantastique.
Après l'Anschluss, son œuvre est interdite par les nazis. Il veut émigrer aux États-Unis. Albert Ehrenstein l'encourage, mais sa fille l'en dissuade. Il part en France en 1939. Il revient à Vienne en 1948.
Après sa mort, il devient connu pour sa publication dans la série Die Tante Jolesch par Friedrich Torberg.

## Œuvre
- Jenseits der Sittlichkeits-Grenze. Essai (1906)
- Herr im Spiel. Roman (1910)
- Das Herbarium der Ehre. Roman (1911)
- Die Söhne der Macht.  (1911)
- Revanche. Comédie en trois actes (1911)
- Geldzauber. Comédie en trois actes (1912)
- Das Glück der Edith Hilge. Roman policier (1913)
- Die Liebesfalle (nouvelles) (1916)
- Der entfesselte Mensch. Roman (1919)
- Im Joch der Zeit. Roman (1919)
- Herr im zweiten Reich. Nouvelle (1921)
- Der Seelenschmied. Roman (1921)
- Die Traumpeitsche. Roman (1921)
- Käufer der Ehre. Roman (1922)
- Eva Morsini. Roman (1923)
- Das heißere Leben. Roman (1924)
- Das Experiment. Roman policier (1925?)
- Der Mann in der Kulisse. Roman (1926)
- Die Erfolge Philipp Sonlos. Roman policier parodique (1926)
- Der Schachspieler Jörre. Nouvelle (1930)
- Avec O. F. Scheuer: Das Gefühl. Eine sexualpsychologische und physiologische Darstellung der Rolle und Bedeutung des Tastsinnes für das Triebleben des Menschen (1930)
- Der Seelenschmied (1931)
- Bob Kreit sieht alles voraus. Roman policier (1931)
- Fünf Gramm Liebeszauber. Roman (1931)
- Hans Zellorin ist dagegen. Roman policier (1934)
- Das Geheimnis der Akte K. Roman (1934)
- Der Detektiv des Königs. Roman (1935)
- Der Edelsteinsucher. Roman policier (1936)

## Succession
Dans la succession de Gina Kaus à la Bibliothèque nationale allemande, on retrouve un tapuscrit, Unfrei. Eine Geschichte der Jahre, de 1920, qui s'en prend à son ancienne épouse Dora Angel. Sous le titre Einer floh vor Hitler, Soyka raconte sa fuite par l'Italie et sa vie en exil à Paris, Nice et Marseille. Le manuscrit est aujourd'hui disparu.
Une grande partie des archives d'Otto Soyka disparaît après sa mort. Une partie provient de la succession de Reinhard Urbach. D'autres archives sont présents parmi ceux de Heinrich Eduard Jacob, le second époux de Dora Angel, aux Archives de la littérature allemande de Marbach, et d'Ernst Angel à la Bibliothèque de Vienne à l'hôtel de ville (de) ainsi que des frères Ehrenstein à la Bibliothèque nationale d'Israël.